# ألبرت ماير
ألبرت ماير (الألمانية السويسرية الموحدة: Albert Meyer، و. 1870 – 1953 م) هو سياسي، من سويسرا، ولد في فالندن، توفي في زيورخ، عن عمر يناهز 83 عاماً.

## مناصب
تولى منصب Member of the Swiss Federal Council، وعضو المجلس الوطني السويسري.